# EXQI Culture
EXQI Culture was een cultuurzender die in hdtv via satelliet, IPTV of via de kabel te bekijken is. Sinds oktober 2013 veranderde de zender haar naam naar Cultuur 7, te zien op Telenet kanaal 50 (Vlaanderen) en kanaal 135 (Brussel) en op Belgacom kanaal 110 (HD optiepakket).

## Geschiedenis
Vanaf 1 oktober 2006 werd het eerste EXQI-kanaal beschikbaar, bedoeld voor het Vlaamse publiek. Op termijn is het de bedoeling om meer dan 10 EXQI-cultuurzenders in verschillende talen aan te bieden. Het doelpubliek is dan heel Europa. De exploitatie van EXQI is in handen van Euro1080, een Vlaams mediabedrijf uit Lint. Zowel Indi, Belgacom TV als Telenet Digital TV bieden de zender aan.
In het najaar van 2008 veranderde EXQI in EXQI Culture. De zender EXQI Sport werd ook opgestart met onder andere de voetbalwedstrijden uit de tweede klasse, omgedoopt tot EXQI League. Daarnaast wordt er in het najaar van 2009 EXQI Plus opgestart, die dagelijks acht uur zal uitzenden met programma's gaande van nieuws, fictie, muziek, sport en praatshows.
Vanaf 31 augustus kan je op EXQI Culture ook terecht voor een volwaardig cultuurjournaal en dat dankzij financiële steun van de Vlaamse regering.
Bovenstaande drie zenders zullen uitgezonden worden in zowel digitale SD, als HD-kwaliteit. De tv-distributiemaatschappijen kunnen dan zelf beslissen welke versie ze doorgeven. EXQI wordt mogelijk ook nog analoog doorgegeven.

## Tijdlijn
Geschiedenis van de Vlaamse televisie